# Vittaria japonica
Vittaria japonica là một loài dương xỉ trong họ Pteridaceae. Loài này được Miq. mô tả khoa học đầu tiên năm 1867.
Danh pháp khoa học của loài này chưa được làm sáng tỏ. 